# Бур'янистий рис
Бур'янистий рис — зазвичай назва всіх видів та різновидностей роду рис (Oryza), які проявляють деякі характерні риси культурного рису, та які ростуть вперемішку із культурим рисом. Популяції бур'янистого рису знайдені в багатьох областях вирощування рису у світі. Хоча бур'янистий рис належить до різних видів і підвидів, всі ці рослини поділяють здатність розповсюджувати своє насіння перед збором урожаю. Різновидності бур'янистого рису пристосувалися до широкого ряду природних умов.
Зерна бур'янистого рису часто мають зафарбований червоним кольором перикарп, через це для нього в міжнародній літературі часто використовується термін червоний рис. Цей термін, проте, здається не дуже відповідним, оскільки зерна із червоним перикарпом також зустрічаються у деяких культурних сортів, але відсутні в багатьох бур'янистих формах.
У більшості рисових областей розповсюдження бур'янистого рису відбулося після переходу від висаджування розсади рису до прямого сіяння, і стало дуже значним починаючи з середини 1980-х років, особливо в країнах Європи, де вирощуються слабкі напів-карликові сорти підвиду indica. Розповсюдженню загалом сприяє використання комерційно придбаного насіння, що містить зерна бур'янів. Наявність бур'янистого рису повідомлена на 40-75 відсотках рисових полів в європейських країнах, 40 відсотках полів в Бразилії, 55 відсотках в Сенегалі, 80 відсотках на Кубі і 60 відсотках в Коста-Риці.

## Зовнішні писилання
- Weedy rice, biological features and control - A. Ferrero [Архівовано 18 листопада 2007 у Wayback Machine.]